# ギャンブラー (1971年の映画)
『ギャンブラー』（原題：McCabe & Mrs. Miller）は、アメリカで1971年に公開された西部劇映画。ロバート・アルトマン監督、ウォーレン・ベイティ主演。
2010年、アメリカ国立フィルム登録簿に登録された。

## あらすじ
時は19世紀末、カナダとの国境近くにあるワシントン州の小さな町にある日、ジョン・マッケイブという男が流れてきた。三流のトランプ賭博師である彼は、ギャンブル好きの鉱夫たちから言葉たくみに金を巻き上げて儲け、ついには賭博場を建てた。
そんなある日、男勝りのコンスタンス・ミラーがこの町にやってきた。彼女はマッケイブに売春宿を作るための資金援助を頼み込み、共同経営する契約を成立させる。
コンスタンスのおかげで、売春宿はたちまち大繁盛となった。更にコンスタンスは、その強力かつ巧みな手腕で合理的な経営を押し進める。その結果、店はますます繁盛しただけでなく、さびれていた町にも少しずつ活気が出てきだした。
そこへ、シアーズという男がやってきた。彼が属する大きな不動産会社は、酒場や売春宿の経営権をマッケイブの手から買い取ろうとしていた。
コンスタンスは売るべきだと主張したが、マッケイブはそれに反対する。彼は生まれて初めて、1人の実業家として目覚めたのだ。しかし、町全体を乗っ取ろうとする会社側は殺し屋を送り、マッケイブを殺そうとする。
マッケイブは彼らと闘うことを決意、殺し屋との闘いが始まるのだが…。

## キャスト
- ジョン・マッケイブ：ウォーレン・ベイティ（吹替：羽佐間道夫）
- コンスタンス・ミラー：ジュリー・クリスティ
- シーハン：ルネ・オーベルジョノワ
- シアーズ：マイケル・マーフィー
- バート：バート・レムゼン
- アイダ：シェリー・デュヴァル
- カウボーイ：キース・キャラダイン
- クレメント：ウィリアム・ディヴェイン
- スモーリー：ジョン・シャック
- エリオット：コリー・フィッシャー